# Ana Ortiz

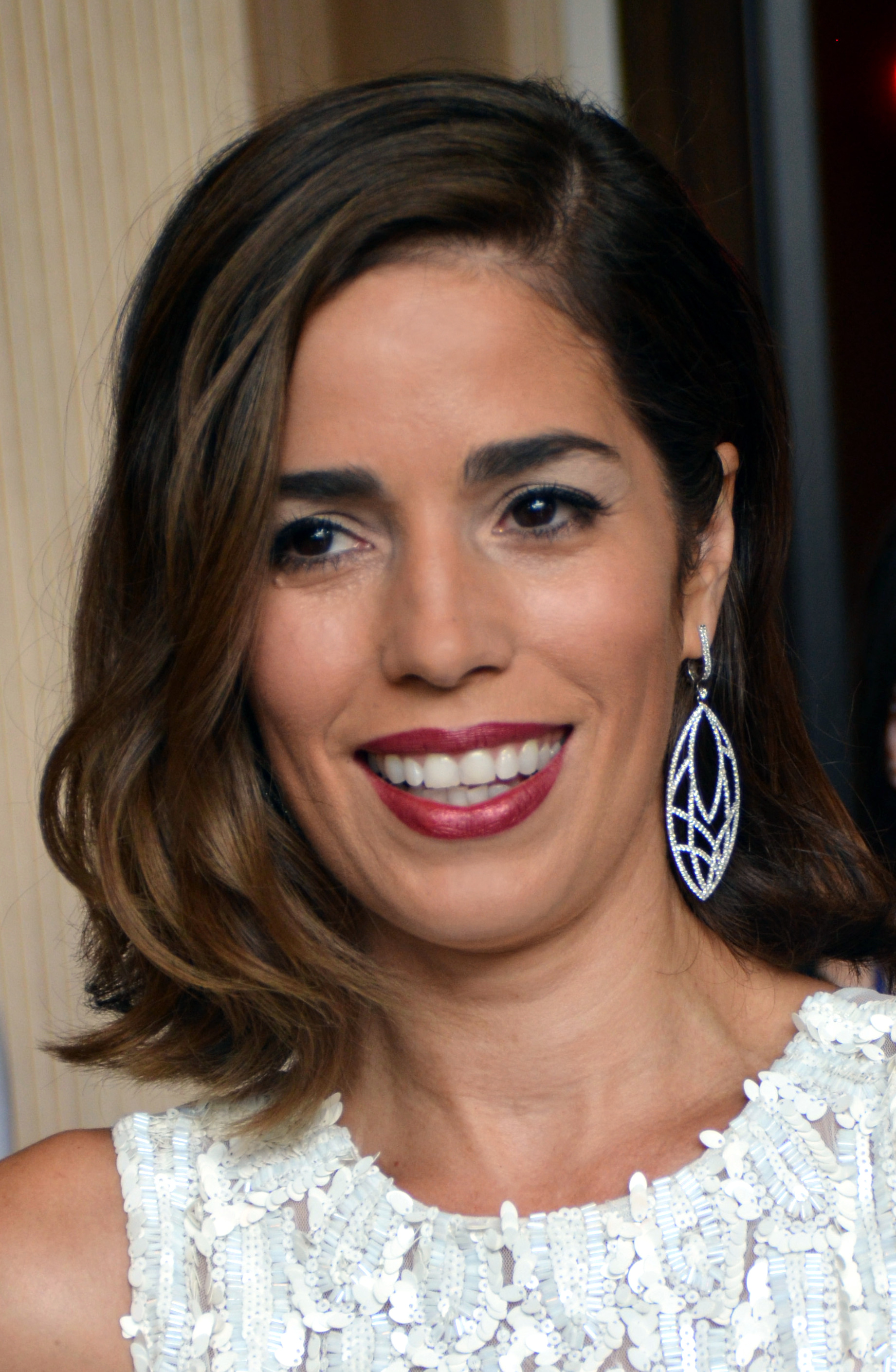
Ana Ortiz (2014)

Ana Ortiz (* 25. Januar 1971 in New York City) ist eine US-amerikanische Schauspielerin.

## Leben und Leistungen
Ortiz, Tochter eines Kommunalpolitikers, schloss ein Studium an der University of the Arts in Philadelphia ab. Sie trat in einigen Theaterstücken auf und erhielt ihre erste Filmrolle an der Seite von James Russo im Actionthriller Condition Red aus dem Jahr 1995. In der Fernsehkomödie Weihnachtsmann wider Willen (2002) spielte sie an der Seite von Kelsey Grammer und Charles Durning eine der größeren Rollen.
2006 bis 2010 trat Ortiz in der Fernsehserie Alles Betty! in einer größeren Rolle auf, für die sie in den Jahren 2007 und 2008 als Ensemblemitglied für den Screen Actors Guild Award nominiert wurde. Im Jahr 2007 erhielt sie den Imagen Award und den ALMA Award. Sie sprach zuerst für die Rolle von Betty Suarez vor, die jedoch an America Ferrera ging. Außerdem tritt sie im New Yorker Theater The Labrinth auf.
Ortiz heiratete im Jahr 2007 den Musiker Noah Lebenzon. Die Hochzeit fand in Puerto Rico statt. Das Paar hat eine Tochter und einen Sohn.

## Filmografie (Auswahl)
- 1995: Draußen lauert der Tod (Condition Red)
- 2000, 2002: New York Cops – NYPD Blue (NYPD Blue, Fernsehserie, 2 Folgen)
- 2001: Kristin (Fernsehserie, 11 Folgen)
- 2001: Alle lieben Raymond (Everybody Loves Raymond, Fernsehserie, Folge 6x10)
- 2002: Do Over – Zurück in die 80er (Do Over, Fernsehserie, Folge 1x06)
- 2002: Weihnachtsmann wider Willen (Mr. St. Nick, Fernsehfilm)
- 2002: Emergency Room – Die Notaufnahme (ER, Fernsehserie, Folge 9x10)
- 2003: Carolina – Auf der Suche nach Mr. Perfect (Carolina)
- 2005: Freddie (Fernsehserie, Folge 1x01)
- 2005: Over There – Kommando Irak (Over There, Fernsehserie, 7 Folgen)
- 2006: Boston Legal (Fernsehserie, 4 Folgen)
- 2006: The New Adventures of Old Christine (Fernsehserie, Folge 1x12)
- 2006–2010: Ugly Betty (Fernsehserie, 84 Folgen)
- 2009: (K)ein bisschen schwanger (Labor Pains)
- 2011: Big Mama’s Haus – Die doppelte Portion (Big Momma’s: Like Father, Like Son)
- 2011: Hung – Um Längen besser (Hung, Fernsehserie, 5 Folgen)
- 2013: Revenge (Fernsehserie, Folge 3x07)
- 2013–2016: Devious Maids – Schmutzige Geheimnisse (Devious Maids, Fernsehserie, 49 Folgen)
- 2014: Such Good People
- 2014: How to Get Away with Murder (Fernsehserie, Folge 1x03)
- 2014: Family Guy (Fernsehserie, Folge 13x03, Stimme von Cinammon)
- 2014: Black-ish (Fernsehserie, Folge 1x10)
- 2014: Covert Affairs (Fernsehserie, Folge 5x16)
- 2016: Love Is All You Need?
- 2019: Whiskey Cavalier (Fernsehserie, 13 Folgen)
- 2020: FreeRayshawn (Fernsehserie, 15 Folgen)
- 2020–2022: Love, Victor (Fernsehserie, 28 Folgen)
- 2021: Ein besonderes Leben (Special, Fernsehserie, 2 Folgen)
- 2022: Undone (Fernsehserie, 2 Folgen)
- 2022: A Nashville Country Christmas
- 2023: Monster High 2
- 2023: Smag (Snag: Chapter One)
- 2024: Nobody Dumps My Daughter
- 2024: Godless
- 2025: Goosebumps (Fernsehserie, 8 Folgen)